# Be a Man
"Be a Man" är en låt av den amerikanska rockgruppen Hole, utgiven på singel i samband med soundtracket till filmen Any Given Sunday i mars 2000. Låten skrevs av Courtney Love och Eric Erlandson tillsammans med Billy Corgan, frontfigur i The Smashing Pumpkins. Det var Holes sista singel före upplösningen 2002 och fungerade som  splitsingel där även en låt av nu metal-bandet P.O.D. fanns med.
Videon till låten regisserades av Joseph Kahn.

## Låtlista
1. "Be a Man" (radio edit) – 3:18
2. "Be a Man" (album version) – 3:18
3. "Whatever It Takes" (skriven och framförd av P.O.D.) – 4:02